# Port d'Eivissa
El Port d'Eivissa és un port pesquer, comercial, de passatgers i esportiu de la ciutat d'Eivissa, qualificat d'interès general. El port compta, a més de molls per a mercaderies i passatgers; al dic de Botafoc, on s'hi realitza la descàrrega de combustible per a l'abastament insular i on amarren els grans creuers turístics.

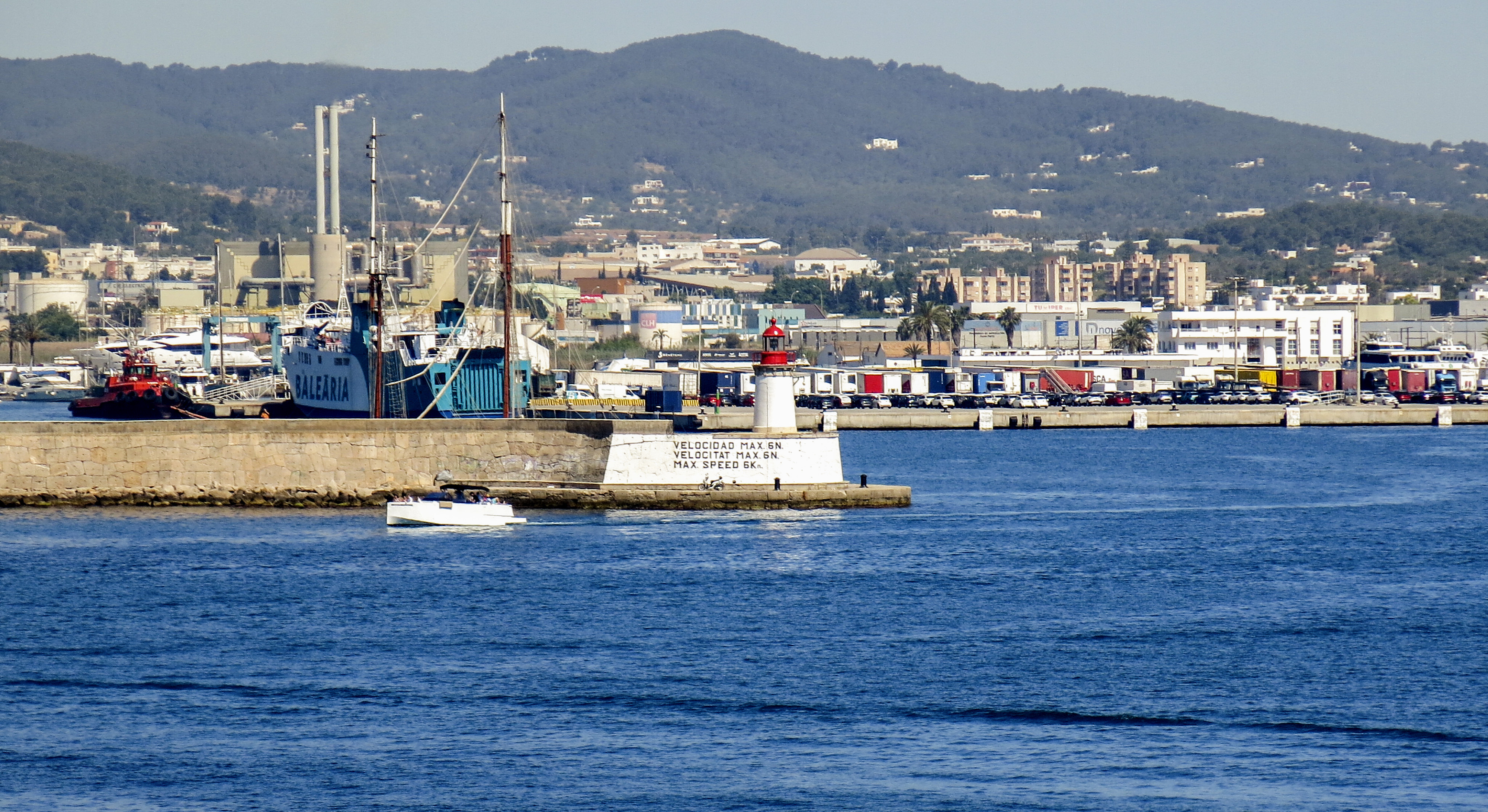
Dic

També compta amb diverses dàrsenes esportives amb un total de 1.400 amarraments per a embarcacions de lleure. El port també és de gran importància per l'illa de Formentera, ja que és l'únic punt pel qual es produeix trànsit regular de passatgers i mercaderies cap a l'exterior.
L'activitat portuaria a la zona data des de la fundació cartaginesa, cap al 650 aC i la seva continuïtat es documenta amb els romans, vàndals, bizantins, àrabs, catalans i espanyols. Al segle xvii ja hi havia edificis amb finalitats portuàries a la zona de l'arraval. A principis del segle XX es construí el dic d'abrig que protegeix la zona sud del port, i des d'aleshores la seva modernització ha estat intensa.

Contrasenya de la província marítima de Mallorca a la qual pertany.

## Comunicacions
| Eivissa | Barcelona  | Baleària, Trasmediterranea |
| Eivissa | Dénia      | Baleària                   |
| Eivissa | Formentera | Baleària                   |
| Eivissa | Palma      | Baleària, Trasmediterranea |
| Eivissa | València   | Baleària                   |